# Incontri ufficiali della nazionale maschile di calcio dell'Italia dal 1971 al 2000
Questa è la cronologia completa delle partite della nazionale di calcio dell'Italia dal 1971 al 2000.

## Partite dal 1971 al 1980
| Cronologia completa degli incontri della nazionale ― Italia | Cronologia completa degli incontri della nazionale ― Italia | Cronologia completa degli incontri della nazionale ― Italia | Cronologia completa degli incontri della nazionale ― Italia | Cronologia completa degli incontri della nazionale ― Italia | Cronologia completa degli incontri della nazionale ― Italia | Cronologia completa degli incontri della nazionale ― Italia     | Cronologia completa degli incontri della nazionale ― Italia |
| Data                                                        | Città                                                       | In casa                                                     | Risultato                                                   | Ospiti                                                      | Competizione                                                | Reti                                                            | Note                                                        |
| ----------------------------------------------------------- | ----------------------------------------------------------- | ----------------------------------------------------------- | ----------------------------------------------------------- | ----------------------------------------------------------- | ----------------------------------------------------------- | --------------------------------------------------------------- | ----------------------------------------------------------- |
| 20-2-1971                                                   | Cagliari                                                    | Italia                                                      | 1 – 2                                                       | Spagna                                                      | Amichevole                                                  | Giancarlo De Sisti                                              | All:F. Valcareggi Cap:G. Facchetti                          |
| 10-5-1971                                                   | Dublino                                                     | Irlanda                                                     | 1 – 2                                                       | Italia                                                      | Qual. Euro 1972                                             | Roberto Boninsegna Pierino Prati                                | All:F. Valcareggi Cap:G. Facchetti                          |
| 9-6-1971                                                    | Solna                                                       | Svezia                                                      | 0 – 0                                                       | Italia                                                      | Qual. Euro 1972                                             | -                                                               | All:F. Valcareggi Cap:G. Facchetti                          |
| 25-9-1971                                                   | Genova                                                      | Italia                                                      | 2 – 0                                                       | Messico                                                     | Amichevole                                                  | 2 Roberto Boninsegna                                            | All:F. Valcareggi Cap:G. Facchetti                          |
| 9-10-1971                                                   | Milano                                                      | Italia                                                      | 3 – 0                                                       | Svezia                                                      | Qual. Euro 1972                                             | 2 Gigi Riva Roberto Boninsegna                                  | All:F. Valcareggi Cap:G. Facchetti                          |
| 20-11-1971                                                  | Roma                                                        | Italia                                                      | 2 – 2                                                       | Austria                                                     | Qual. Euro 1972                                             | Giancarlo De Sisti Pierino Prati                                | All:F. Valcareggi Cap:G. Facchetti                          |
| 4-3-1972                                                    | Il Pireo                                                    | Grecia                                                      | 2 – 1                                                       | Italia                                                      | Amichevole                                                  | Roberto Boninsegna                                              | All:F. Valcareggi Cap:G. Facchetti                          |
| 29-4-1972                                                   | Milano                                                      | Italia                                                      | 0 – 0                                                       | Belgio                                                      | Qual. Euro 1972                                             | -                                                               | All:F. Valcareggi Cap:G. Facchetti                          |
| 13-5-1972                                                   | Anderlecht                                                  | Belgio                                                      | 2 – 1                                                       | Italia                                                      | Qual. Euro 1972                                             | Gigi Riva                                                       | All:F. Valcareggi Cap:G. Facchetti                          |
| 17-6-1972                                                   | Bucarest                                                    | Romania                                                     | 3 – 3                                                       | Italia                                                      | Amichevole                                                  | 2 Pierino Prati Franco Causio                                   | All:F. Valcareggi Cap:A. Mazzola                            |
| 21-6-1972                                                   | Sofia                                                       | Bulgaria                                                    | 1 – 1                                                       | Italia                                                      | Amichevole                                                  | Giorgio Chinaglia                                               | All:F. Valcareggi Cap:A. Mazzola                            |
| 20-9-1972                                                   | Torino                                                      | Italia                                                      | 3 – 1                                                       | Jugoslavia                                                  | Amichevole                                                  | Pietro Anastasi Giorgio Chinaglia Gigi Riva                     | All:F. Valcareggi Cap:A. Mazzola                            |
| 7-10-1972                                                   | Lussemburgo                                                 | Lussemburgo                                                 | 0 – 4                                                       | Italia                                                      | Qual. Mondiali 1974                                         | 2 Gigi Riva Fabio Capello Giorgio Chinaglia                     | All:F. Valcareggi Cap:A. Mazzola                            |
| 21-10-1972                                                  | Berna                                                       | Svizzera                                                    | 0 – 0                                                       | Italia                                                      | Qual. Mondiali 1974                                         | -                                                               | All:F. Valcareggi Cap:A. Mazzola                            |
| 13-1-1973                                                   | Napoli                                                      | Italia                                                      | 0 – 0                                                       | Turchia                                                     | Qual. Mondiali 1974                                         | -                                                               | All:F. Valcareggi Cap:T. Burgnich                           |
| 25-2-1973                                                   | Istanbul                                                    | Turchia                                                     | 0 – 1                                                       | Italia                                                      | Qual. Mondiali 1974                                         | Pietro Anastasi                                                 | All:F. Valcareggi Cap:G. Facchetti                          |
| 31-3-1973                                                   | Genova                                                      | Italia                                                      | 5 – 0                                                       | Lussemburgo                                                 | Qual. Mondiali 1974                                         | 4 Gigi Riva Gianni Rivera                                       | All:F. Valcareggi Cap:G. Facchetti                          |
| 9-6-1973                                                    | Roma                                                        | Italia                                                      | 2 – 0                                                       | Brasile                                                     | Amichevole                                                  | Fabio Capello Gigi Riva                                         | All:F. Valcareggi Cap:G. Facchetti                          |
| 14-6-1973                                                   | Torino                                                      | Italia                                                      | 2 – 0                                                       | Inghilterra                                                 | Amichevole                                                  | Pietro Anastasi Fabio Capello                                   | All:F. Valcareggi Cap:G. Facchetti                          |
| 29-9-1973                                                   | Milano                                                      | Italia                                                      | 2 – 0                                                       | Svezia                                                      | Amichevole                                                  | Pietro Anastasi Gigi Riva                                       | All:F. Valcareggi Cap:G. Facchetti                          |
| 20-10-1973                                                  | Roma                                                        | Italia                                                      | 2 – 0                                                       | Svizzera                                                    | Qual. Mondiali 1974                                         | Gigi Riva Gianni Rivera                                         | All:F. Valcareggi Cap:G. Facchetti                          |
| 14-11-1973                                                  | Londra                                                      | Inghilterra                                                 | 0 – 1                                                       | Italia                                                      | Amichevole                                                  | Fabio Capello                                                   | All:F. Valcareggi Cap:G. Facchetti                          |
| 26-2-1974                                                   | Roma                                                        | Italia                                                      | 0 – 0                                                       | Germania Ovest                                              | Amichevole                                                  | -                                                               | All:F. Valcareggi Cap:G. Facchetti                          |
| 8-6-1974                                                    | Vienna                                                      | Austria                                                     | 0 – 0                                                       | Italia                                                      | Amichevole                                                  | -                                                               | All:F. Valcareggi Cap:G. Facchetti                          |
| 15-6-1974                                                   | Monaco                                                      | Italia                                                      | 3 – 1                                                       | Haiti                                                       | Mondiali 1974 - 1º Turno                                    | Pietro Anastasi Gianni Rivera autorete                          | All:F. Valcareggi Cap:G. Facchetti                          |
| 19-6-1974                                                   | Stoccarda                                                   | Italia                                                      | 1 – 1                                                       | Argentina                                                   | Mondiali 1974 - 1º Turno                                    | autorete                                                        | All:F. Valcareggi Cap:G. Facchetti                          |
| 23-6-1974                                                   | Stoccarda                                                   | Polonia                                                     | 2 – 1                                                       | Italia                                                      | Mondiali 1974 - 1º Turno                                    | Fabio Capello                                                   | All:F. Valcareggi Cap:G. Facchetti                          |
| 28-9-1974                                                   | Zagabria                                                    | Jugoslavia                                                  | 1 – 0                                                       | Italia                                                      | Amichevole                                                  | -                                                               | All:F. Bernardini Cap:G. Facchetti                          |
| 20-11-1974                                                  | Rotterdam                                                   | Paesi Bassi                                                 | 3 – 1                                                       | Italia                                                      | Qual. Euro 1976                                             | Roberto Boninsegna                                              | All:F. Bernardini Cap:D. Zoff                               |
| 29-12-1974                                                  | Genova                                                      | Italia                                                      | 0 – 0                                                       | Bulgaria                                                    | Amichevole                                                  | -                                                               | All:F. Bernardini Cap:D. Zoff                               |
| 19-4-1975                                                   | Roma                                                        | Italia                                                      | 0 – 0                                                       | Polonia                                                     | Qual. Euro 1976                                             | -                                                               | All:F. Bernardini Cap:G. Facchetti                          |
| 5-6-1975                                                    | Helsinki                                                    | Finlandia                                                   | 0 – 1                                                       | Italia                                                      | Qual. Euro 1976                                             | Giorgio Chinaglia                                               | All:F. Bernardini Cap:G. Facchetti                          |
| 8-6-1975                                                    | Mosca                                                       | Unione Sovietica                                            | 1 – 0                                                       | Italia                                                      | Amichevole                                                  | -                                                               | All:F. Bernardini Cap:G. Facchetti                          |
| 27-9-1975                                                   | Roma                                                        | Italia                                                      | 0 – 0                                                       | Finlandia                                                   | Qual. Euro 1976                                             | -                                                               | All:Bernardini-Bearzot Cap:G. Facchetti                     |
| 26-10-1975                                                  | Varsavia                                                    | Polonia                                                     | 0 – 0                                                       | Italia                                                      | Qual. Euro 1976                                             | -                                                               | All:Bernardini-Bearzot Cap:G. Facchetti                     |
| 22-11-1975                                                  | Roma                                                        | Italia                                                      | 1 – 0                                                       | Paesi Bassi                                                 | Qual. Euro 1976                                             | Fabio Capello                                                   | All:Bernardini-Bearzot Cap:G. Facchetti                     |
| 30-12-1975                                                  | Firenze                                                     | Italia                                                      | 3 – 2                                                       | Grecia                                                      | Amichevole                                                  | 2 Paolino Pulici Giuseppe Savoldi                               | All:Bernardini-Bearzot Cap:D. Zoff                          |
| 7-4-1976                                                    | Torino                                                      | Italia                                                      | 3 – 1                                                       | Portogallo                                                  | Amichevole                                                  | Giancarlo Antognoni Francesco Graziani Paolino Pulici           | All:Bernardini-Bearzot Cap:G. Facchetti                     |
| 23-5-1976                                                   | Washington                                                  | Stati Uniti                                                 | 0 – 4                                                       | Italia                                                      | Torneo del Bicentenario                                     | Fabio Capello Francesco Graziani Paolino Pulici Francesco Rocca | All:Bernardini-Bearzot Cap:G. Facchetti                     |
| 28-5-1976                                                   | New York                                                    | Inghilterra                                                 | 3 – 2                                                       | Italia                                                      | Torneo del Bicentenario                                     | 2 Francesco Graziani                                            | All:Bernardini-Bearzot Cap:G. Facchetti                     |
| 31-5-1976                                                   | New Haven                                                   | Brasile                                                     | 4 – 1                                                       | Italia                                                      | Torneo del Bicentenario                                     | Fabio Capello                                                   | All:Bernardini-Bearzot Cap:G. Facchetti                     |
| 5-6-1976                                                    | Milano                                                      | Italia                                                      | 4 – 2                                                       | Romania                                                     | Amichevole                                                  | 2 Roberto Bettega Giancarlo Antognoni Francesco Graziani        | All:Bernardini-Bearzot Cap:G. Facchetti                     |
| 22-9-1976                                                   | Copenaghen                                                  | Danimarca                                                   | 0 – 1                                                       | Italia                                                      | Amichevole                                                  | Paolino Pulici                                                  | All:Bernardini-Bearzot Cap:D. Zoff                          |
| 25-9-1976                                                   | Roma                                                        | Italia                                                      | 3 – 0                                                       | Jugoslavia                                                  | Amichevole                                                  | 2 Roberto Bettega Francesco Graziani                            | All:Bernardini-Bearzot Cap:D. Zoff                          |
| 16-10-1976                                                  | Lussemburgo                                                 | Lussemburgo                                                 | 1 – 4                                                       | Italia                                                      | Qual. Mondiali 1978                                         | 2 Roberto Bettega Giancarlo Antognoni Francesco Graziani        | All:Bernardini-Bearzot Cap:G. Facchetti                     |
| 17-11-1976                                                  | Roma                                                        | Italia                                                      | 2 – 0                                                       | Inghilterra                                                 | Qual. Mondiali 1978                                         | Giancarlo Antognoni Roberto Bettega                             | All:Bernardini-Bearzot Cap:G. Facchetti                     |
| 22-12-1976                                                  | Lisbona                                                     | Portogallo                                                  | 2 – 1                                                       | Italia                                                      | Amichevole                                                  | Roberto Bettega                                                 | All:Bernardini-Bearzot Cap:D. Zoff                          |
| 26-1-1977                                                   | Roma                                                        | Italia                                                      | 2 – 1                                                       | Belgio                                                      | Amichevole                                                  | Francesco Graziani autorete                                     | All:Bernardini-Bearzot Cap:D. Zoff                          |
| 8-6-1977                                                    | Helsinki                                                    | Finlandia                                                   | 0 – 3                                                       | Italia                                                      | Qual. Mondiali 1978                                         | Romeo Benetti Roberto Bettega Claudio Gentile                   | All:Bernardini-Bearzot Cap:G. Facchetti                     |
| 8-10-1977                                                   | Berlino Ovest                                               | Germania Ovest                                              | 2 – 1                                                       | Italia                                                      | Amichevole                                                  | Giancarlo Antognoni                                             | All:E. Bearzot Cap:G. Facchetti                             |
| 15-10-1977                                                  | Torino                                                      | Italia                                                      | 6 – 1                                                       | Finlandia                                                   | Qual. Mondiali 1978                                         | 4 Roberto Bettega Francesco Graziani Renato Zaccarelli          | All:E. Bearzot Cap:G. Facchetti                             |
| 16-11-1977                                                  | Londra                                                      | Inghilterra                                                 | 2 – 0                                                       | Italia                                                      | Qual. Mondiali 1978                                         | -                                                               | All:E. Bearzot Cap:G. Facchetti                             |
| 3-12-1977                                                   | Roma                                                        | Italia                                                      | 3 – 0                                                       | Lussemburgo                                                 | Qual. Mondiali 1978                                         | Roberto Bettega Franco Causio Francesco Graziani                | All:E. Bearzot Cap:D. Zoff                                  |
| 21-12-1977                                                  | Liegi                                                       | Belgio                                                      | 0 – 1                                                       | Italia                                                      | Amichevole                                                  | Giancarlo Antognoni                                             | All:E. Bearzot Cap:G. Antognoni                             |
| 25-1-1978                                                   | Madrid                                                      | Spagna                                                      | 2 – 1                                                       | Italia                                                      | Amichevole                                                  | Marco Tardelli                                                  | All:E. Bearzot Cap:G. Antognoni                             |
| 8-2-1978                                                    | Napoli                                                      | Italia                                                      | 2 – 2                                                       | Francia                                                     | Amichevole                                                  | 2 Francesco Graziani                                            | All:E. Bearzot Cap:D. Zoff                                  |
| 18-5-1978                                                   | Roma                                                        | Italia                                                      | 0 – 0                                                       | Jugoslavia                                                  | Amichevole                                                  | -                                                               | All:E. Bearzot Cap:D. Zoff                                  |
| 2-6-1978                                                    | Mar del Plata                                               | Italia                                                      | 2 – 1                                                       | Francia                                                     | Mondiali 1978 - 1º Turno                                    | Paolo Rossi Renato Zaccarelli                                   | All:E. Bearzot Cap:D. Zoff                                  |
| 6-6-1978                                                    | Mar del Plata                                               | Italia                                                      | 3 – 1                                                       | Ungheria                                                    | Mondiali 1978 - 1º Turno                                    | Romeo Benetti Roberto Bettega Paolo Rossi                       | All:E. Bearzot Cap:D. Zoff                                  |
| 10-6-1978                                                   | Buenos Aires                                                | Italia                                                      | 1 – 0                                                       | Argentina                                                   | Mondiali 1978 - 1º Turno                                    | Roberto Bettega                                                 | All:E. Bearzot Cap:D. Zoff                                  |
| 14-6-1978                                                   | Buenos Aires                                                | Germania Ovest                                              | 0 – 0                                                       | Italia                                                      | Mondiali 1978 - 2º Turno                                    | -                                                               | All:E. Bearzot Cap:D. Zoff                                  |
| 18-6-1978                                                   | Buenos Aires                                                | Italia                                                      | 1 – 0                                                       | Austria                                                     | Mondiali 1978 - 2º Turno                                    | Paolo Rossi                                                     | All:E. Bearzot Cap:D. Zoff                                  |
| 21-6-1978                                                   | Buenos Aires                                                | Paesi Bassi                                                 | 2 – 1                                                       | Italia                                                      | Mondiali 1978 - 2º Turno                                    | autorete                                                        | All:E. Bearzot Cap:D. Zoff                                  |
| 24-6-1978                                                   | Buenos Aires                                                | Brasile                                                     | 2 – 1                                                       | Italia                                                      | Mondiali 1978 - 3-4 Posto                                   | Franco Causio                                                   | 4º Posto All:E. Bearzot Cap:D. Zoff                         |
| 20-9-1978                                                   | Torino                                                      | Italia                                                      | 1 – 0                                                       | Bulgaria                                                    | Amichevole                                                  | Antonio Cabrini                                                 | All:E. Bearzot Cap:D. Zoff                                  |
| 23-9-1978                                                   | Firenze                                                     | Italia                                                      | 1 – 0                                                       | Turchia                                                     | Amichevole                                                  | Francesco Graziani                                              | All:E. Bearzot Cap:R. Benetti                               |
| 8-11-1978                                                   | Bratislava                                                  | Cecoslovacchia                                              | 3 – 0                                                       | Italia                                                      | Amichevole                                                  | -                                                               | All:E. Bearzot Cap:D. Zoff                                  |
| 21-12-1978                                                  | Roma                                                        | Italia                                                      | 1 – 0                                                       | Spagna                                                      | Amichevole                                                  | Paolo Rossi                                                     | All:E. Bearzot Cap:D. Zoff                                  |
| 24-2-1979                                                   | Milano                                                      | Italia                                                      | 3 – 0                                                       | Paesi Bassi                                                 | Amichevole                                                  | Roberto Bettega Paolo Rossi Marco Tardelli                      | All:E. Bearzot Cap:D. Zoff                                  |
| 26-5-1979                                                   | Roma                                                        | Italia                                                      | 2 – 2                                                       | Argentina                                                   | Amichevole                                                  | Franco Causio Paolo Rossi                                       | All:E. Bearzot Cap:D. Zoff                                  |
| 13-6-1979                                                   | Zagabria                                                    | Jugoslavia                                                  | 4 – 1                                                       | Italia                                                      | Amichevole                                                  | Paolo Rossi                                                     | All:E. Bearzot Cap:R. Benetti                               |
| 26-9-1979                                                   | Firenze                                                     | Italia                                                      | 1 – 0                                                       | Svezia                                                      | Amichevole                                                  | Gabriele Oriali                                                 | All:E. Bearzot Cap:D. Zoff                                  |
| 17-11-1979                                                  | Udine                                                       | Italia                                                      | 2 – 0                                                       | Svizzera                                                    | Amichevole                                                  | Francesco Graziani Marco Tardelli                               | All:E. Bearzot Cap:D. Zoff                                  |
| 16-2-1980                                                   | Napoli                                                      | Italia                                                      | 2 – 1                                                       | Romania                                                     | Amichevole                                                  | Franco Causio Fulvio Collovati                                  | All:E. Bearzot Cap:D. Zoff                                  |
| 15-3-1980                                                   | Milano                                                      | Italia                                                      | 1 – 0                                                       | Uruguay                                                     | Amichevole                                                  | Francesco Graziani                                              | All:E. Bearzot Cap:D. Zoff                                  |
| 19-4-1980                                                   | Torino                                                      | Italia                                                      | 2 – 2                                                       | Polonia                                                     | Amichevole                                                  | Franco Causio Gaetano Scirea                                    | All:E. Bearzot Cap:D. Zoff                                  |
| 12-6-1980                                                   | Milano                                                      | Italia                                                      | 0 – 0                                                       | Spagna                                                      | Euro 1980 - 1º Turno                                        | -                                                               | All:E. Bearzot Cap:D. Zoff                                  |
| 15-6-1980                                                   | Torino                                                      | Italia                                                      | 1 – 0                                                       | Inghilterra                                                 | Euro 1980 - 1º Turno                                        | Marco Tardelli                                                  | All:E. Bearzot Cap:D. Zoff                                  |
| 18-6-1980                                                   | Roma                                                        | Italia                                                      | 0 – 0                                                       | Belgio                                                      | Euro 1980 - 1º Turno                                        | -                                                               | All:E. Bearzot Cap:D. Zoff                                  |
| 21-6-1980                                                   | Napoli                                                      | Cecoslovacchia                                              | 1 – 1 (9-8 dtr)                                             | Italia                                                      | Euro 1980 - 3-4 Posto                                       | Francesco Graziani                                              | 4º Posto All:E. Bearzot Cap:D. Zoff                         |
| 24-9-1980                                                   | Genova                                                      | Italia                                                      | 3 – 1                                                       | Portogallo                                                  | Amichevole                                                  | 2 Alessandro Altobelli Francesco Graziani                       | All:E. Bearzot Cap:D. Zoff                                  |
| 11-10-1980                                                  | Lussemburgo                                                 | Lussemburgo                                                 | 0 – 2                                                       | Italia                                                      | Qual. Mondiali 1982                                         | Roberto Bettega Fulvio Collovati                                | All:E. Bearzot Cap:D. Zoff                                  |
| 1-11-1980                                                   | Roma                                                        | Italia                                                      | 2 – 0                                                       | Danimarca                                                   | Qual. Mondiali 1982                                         | 2 Francesco Graziani                                            | All:E. Bearzot Cap:D. Zoff                                  |
| 15-11-1980                                                  | Torino                                                      | Italia                                                      | 2 – 0                                                       | Jugoslavia                                                  | Qual. Mondiali 1982                                         | Antonio Cabrini Bruno Conti                                     | All:E. Bearzot Cap:D. Zoff                                  |
| 6-12-1980                                                   | Atene                                                       | Grecia                                                      | 0 – 2                                                       | Italia                                                      | Qual. Mondiali 1982                                         | Giancarlo Antognoni Gaetano Scirea                              | All:E. Bearzot Cap:D. Zoff                                  |
| Totale                                                      |                                                             | Presenze                                                    | 85                                                          |                                                             | Reti                                                        | 132                                                             |                                                             |

## Partite dal 1981 al 1990
| Cronologia completa degli incontri della nazionale ― Italia | Cronologia completa degli incontri della nazionale ― Italia | Cronologia completa degli incontri della nazionale ― Italia | Cronologia completa degli incontri della nazionale ― Italia | Cronologia completa degli incontri della nazionale ― Italia | Cronologia completa degli incontri della nazionale ― Italia | Cronologia completa degli incontri della nazionale ― Italia             | Cronologia completa degli incontri della nazionale ― Italia |
| Data                                                        | Città                                                       | In casa                                                     | Risultato                                                   | Ospiti                                                      | Competizione                                                | Reti                                                                    | Note                                                        |
| ----------------------------------------------------------- | ----------------------------------------------------------- | ----------------------------------------------------------- | ----------------------------------------------------------- | ----------------------------------------------------------- | ----------------------------------------------------------- | ----------------------------------------------------------------------- | ----------------------------------------------------------- |
| 03/01/1981                                                  | Montevideo                                                  | Uruguay                                                     | 2 – 0                                                       | Italia                                                      | Mundialito                                                  | -                                                                       | All:E. Bearzot Cap:G. Antognoni                             |
| 06/01/1981                                                  | Montevideo                                                  | Paesi Bassi                                                 | 1 – 1                                                       | Italia                                                      | Mundialito                                                  | Carlo Ancelotti                                                         | All:E. Bearzot Cap:G. Antognoni                             |
| 25/02/1981                                                  | Roma                                                        | Italia                                                      | 0 – 3                                                       | Europa                                                      | Amichevole                                                  | -                                                                       | All:E. Bearzot Cap:D. Zoff                                  |
| 19/04/1981                                                  | Udine                                                       | Italia                                                      | 0 – 0                                                       | Germania Est                                                | Amichevole                                                  | -                                                                       | All:E. Bearzot Cap:D. Zoff                                  |
| 03/06/1981                                                  | Copenaghen                                                  | Danimarca                                                   | 3 – 1                                                       | Italia                                                      | Qual. Mondiali 1982                                         | Francesco Graziani                                                      | All:E. Bearzot Cap:D. Zoff                                  |
| 23/09/1981                                                  | Bologna                                                     | Italia                                                      | 3 – 2                                                       | Bulgaria                                                    | Amichevole                                                  | 2 Francesco Graziani Giuseppe Dossena                                   | All:E. Bearzot Cap:D. Zoff                                  |
| 17/10/1981                                                  | Belgrado                                                    | Jugoslavia                                                  | 1 – 1                                                       | Italia                                                      | Qual. Mondiali 1982                                         | Roberto Bettega                                                         | All:E. Bearzot Cap:D. Zoff                                  |
| 14/11/1981                                                  | Torino                                                      | Italia                                                      | 1 – 1                                                       | Grecia                                                      | Qual. Mondiali 1982                                         | Bruno Conti                                                             | All:E. Bearzot Cap:D. Zoff                                  |
| 05/12/1981                                                  | Napoli                                                      | Italia                                                      | 1 – 0                                                       | Lussemburgo                                                 | Qual. Mondiali 1982                                         | Fulvio Collovati                                                        | All:E. Bearzot Cap:D. Zoff                                  |
| 23/02/1982                                                  | Parigi                                                      | Francia                                                     | 2 – 0                                                       | Italia                                                      | Amichevole                                                  | -                                                                       | All:E. Bearzot Cap:D. Zoff                                  |
| 14/04/1982                                                  | Lipsia                                                      | Germania Est                                                | 1 – 0                                                       | Italia                                                      | Amichevole                                                  | -                                                                       | All:E. Bearzot Cap:D. Zoff                                  |
| 28/05/1982                                                  | Ginevra                                                     | Svizzera                                                    | 1 – 1                                                       | Italia                                                      | Amichevole                                                  | Antonio Cabrini                                                         | All:E. Bearzot Cap:D. Zoff                                  |
| 14/06/1982                                                  | Vigo                                                        | Italia                                                      | 0 – 0                                                       | Polonia                                                     | Mondiali 1982 - 1º Turno                                    | -                                                                       | All:E. Bearzot Cap:D. Zoff                                  |
| 18/06/1982                                                  | Vigo                                                        | Italia                                                      | 1 – 1                                                       | Perù                                                        | Mondiali 1982 - 1º Turno                                    | Bruno Conti                                                             | All:E. Bearzot Cap:D. Zoff                                  |
| 23/06/1982                                                  | Vigo                                                        | Italia                                                      | 1 – 1                                                       | Camerun                                                     | Mondiali 1982 - 1º Turno                                    | Francesco Graziani                                                      | All:E. Bearzot Cap:D. Zoff                                  |
| 29/06/1982                                                  | Barcellona                                                  | Italia                                                      | 2 – 1                                                       | Argentina                                                   | Mondiali 1982 - 2º Turno                                    | Antonio Cabrini Marco Tardelli                                          | All:E. Bearzot Cap:D. Zoff                                  |
| 05/07/1982                                                  | Barcellona                                                  | Italia                                                      | 3 – 2                                                       | Brasile                                                     | Mondiali 1982 - 2º Turno                                    | 3 Paolo Rossi                                                           | All:E. Bearzot Cap:D. Zoff                                  |
| 08/07/1982                                                  | Barcellona                                                  | Italia                                                      | 2 – 0                                                       | Polonia                                                     | Mondiali 1982 - Semif.                                      | 2 Paolo Rossi                                                           | All:E. Bearzot Cap:D. Zoff                                  |
| 11/07/1982                                                  | Madrid                                                      | Italia                                                      | 3 – 1                                                       | Germania Ovest                                              | Mondiali 1982 - Finale                                      | Alessandro Altobelli Paolo Rossi Marco Tardelli                         | 3º Titolo Mondiale All:E. Bearzot Cap:D. Zoff               |
| 27/10/1982                                                  | Roma                                                        | Italia                                                      | 0 – 1                                                       | Svizzera                                                    | Amichevole                                                  | -                                                                       | All:E. Bearzot Cap:D. Zoff                                  |
| 13/11/1982                                                  | Milano                                                      | Italia                                                      | 2 – 2                                                       | Cecoslovacchia                                              | Qual. Euro 1984                                             | Alessandro Altobelli autorete                                           | All:E. Bearzot Cap:D. Zoff                                  |
| 04/12/1982                                                  | Firenze                                                     | Italia                                                      | 0 – 0                                                       | Romania                                                     | Qual. Euro 1984                                             | -                                                                       | All:E. Bearzot Cap:D. Zoff                                  |
| 12/02/1983                                                  | Limassol                                                    | Cipro                                                       | 1 – 1                                                       | Italia                                                      | Qual. Euro 1984                                             | autorete                                                                | All:E. Bearzot Cap:D. Zoff                                  |
| 16/04/1983                                                  | Bucarest                                                    | Romania                                                     | 1 – 0                                                       | Italia                                                      | Qual. Euro 1984                                             | -                                                                       | All:E. Bearzot Cap:D. Zoff                                  |
| 29/05/1983                                                  | Göteborg                                                    | Svezia                                                      | 2 – 0                                                       | Italia                                                      | Qual. Euro 1984                                             | -                                                                       | All:E. Bearzot Cap:D. Zoff                                  |
| 05/10/1983                                                  | Bari                                                        | Italia                                                      | 3 – 0                                                       | Grecia                                                      | Amichevole                                                  | Antonio Cabrini Bruno Giordano Paolo Rossi                              | All:E. Bearzot Cap:A. Cabrini                               |
| 15/10/1983                                                  | Napoli                                                      | Italia                                                      | 0 – 3                                                       | Svezia                                                      | Qual. Euro 1984                                             | -                                                                       | All:E. Bearzot Cap:A. Cabrini                               |
| 16/11/1983                                                  | Praga                                                       | Cecoslovacchia                                              | 2 – 0                                                       | Italia                                                      | Qual. Euro 1984                                             | -                                                                       | All:E. Bearzot Cap:M. Tardelli                              |
| 22/12/1983                                                  | Perugia                                                     | Italia                                                      | 3 – 1                                                       | Cipro                                                       | Qual. Euro 1984                                             | Alessandro Altobelli Antonio Cabrini Paolo Rossi                        | All:E. Bearzot Cap:A. Cabrini                               |
| 04/02/1984                                                  | Roma                                                        | Italia                                                      | 5 – 0                                                       | Messico                                                     | Amichevole                                                  | 3 Paolo Rossi Salvatore Bagni Bruno Conti                               | All:E. Bearzot Cap:G. Scirea                                |
| 03/03/1984                                                  | Istanbul                                                    | Turchia                                                     | 1 – 2                                                       | Italia                                                      | Amichevole                                                  | Alessandro Altobelli Antonio Cabrini                                    | All:E. Bearzot Cap:A. Cabrini                               |
| 07/04/1984                                                  | Verona                                                      | Italia                                                      | 1 – 1                                                       | Cecoslovacchia                                              | Amichevole                                                  | Salvatore Bagni                                                         | All:E. Bearzot Cap:M. Tardelli                              |
| 22/05/1984                                                  | Zurigo                                                      | Germania Ovest                                              | 1 – 0                                                       | Italia                                                      | Amichevole                                                  | -                                                                       | All:E. Bearzot Cap:M. Tardelli                              |
| 26/05/1984                                                  | Toronto                                                     | Canada                                                      | 0 – 2                                                       | Italia                                                      | Amichevole                                                  | Alessandro Altobelli Sergio Battistini                                  | All:E. Bearzot Cap:C. Gentile                               |
| 30/05/1984                                                  | East Rutherford                                             | Stati Uniti                                                 | 0 – 0                                                       | Italia                                                      | Amichevole                                                  | -                                                                       | All:E. Bearzot Cap:M. Tardelli                              |
| 26/09/1984                                                  | Milano                                                      | Italia                                                      | 1 – 0                                                       | Svezia                                                      | Amichevole                                                  | Antonio Cabrini                                                         | All:E. Bearzot Cap:G. Scirea                                |
| 03/11/1984                                                  | Losanna                                                     | Svizzera                                                    | 1 – 1                                                       | Italia                                                      | Amichevole                                                  | Antonio Cabrini                                                         | All:E. Bearzot Cap:G. Scirea                                |
| 08/12/1984                                                  | Pescara                                                     | Italia                                                      | 2 – 0                                                       | Polonia                                                     | Amichevole                                                  | Alessandro Altobelli Antonio Di Gennaro                                 | All:E. Bearzot Cap:M. Tardelli                              |
| 05/02/1985                                                  | Dublino                                                     | Irlanda                                                     | 1 – 2                                                       | Italia                                                      | Amichevole                                                  | Alessandro Altobelli Paolo Rossi                                        | All:E. Bearzot Cap:M. Tardelli                              |
| 13/03/1985                                                  | Amarousio                                                   | Grecia                                                      | 0 – 0                                                       | Italia                                                      | Amichevole                                                  | -                                                                       | All:E. Bearzot Cap:M. Tardelli                              |
| 03/04/1985                                                  | Ascoli Piceno                                               | Italia                                                      | 2 – 0                                                       | Portogallo                                                  | Amichevole                                                  | Bruno Conti Paolo Rossi                                                 | All:E. Bearzot Cap:M. Tardelli                              |
| 02/06/1985                                                  | Città del Messico                                           | Messico                                                     | 1 – 1                                                       | Italia                                                      | Ciudad de México Cup                                        | Antonio Di Gennaro                                                      | All:E. Bearzot Cap:F. Collovati                             |
| 06/06/1985                                                  | Città del Messico                                           | Italia                                                      | 2 – 1                                                       | Inghilterra                                                 | Ciudad de México Cup                                        | Alessandro Altobelli Salvatore Bagni                                    | All:E. Bearzot Cap:F. Collovati                             |
| 25/09/1985                                                  | Lecce                                                       | Italia                                                      | 1 – 2                                                       | Norvegia                                                    | Amichevole                                                  | Alessandro Altobelli                                                    | All:E. Bearzot Cap:M. Tardelli                              |
| 16/11/1985                                                  | Chorzów                                                     | Polonia                                                     | 1 – 0                                                       | Italia                                                      | Amichevole                                                  | -                                                                       | All:E. Bearzot Cap:G. Scirea                                |
| 05/02/1986                                                  | Avellino                                                    | Italia                                                      | 1 – 2                                                       | Germania Ovest                                              | Amichevole                                                  | Aldo Serena                                                             | All:E. Bearzot Cap:A. Cabrini                               |
| 26/03/1986                                                  | Udine                                                       | Italia                                                      | 2 – 1                                                       | Austria                                                     | Amichevole                                                  | Alessandro Altobelli Antonio Di Gennaro                                 | All:E. Bearzot Cap:G. Scirea                                |
| 11/05/1986                                                  | Napoli                                                      | Italia                                                      | 2 – 0                                                       | Cina                                                        | Amichevole                                                  | Alessandro Altobelli Antonio Di Gennaro                                 | All:E. Bearzot Cap:G. Scirea                                |
| 31/05/1986                                                  | Città del Messico                                           | Italia                                                      | 1 – 1                                                       | Bulgaria                                                    | Mondiali 1986 - 1º Turno                                    | Alessandro Altobelli                                                    | All:E. Bearzot Cap:G. Scirea                                |
| 05/06/1986                                                  | Puebla                                                      | Italia                                                      | 1 – 1                                                       | Argentina                                                   | Mondiali 1986 - 1º Turno                                    | Alessandro Altobelli                                                    | All:E. Bearzot Cap:G. Scirea                                |
| 10/06/1986                                                  | Puebla                                                      | Italia                                                      | 3 – 2                                                       | Corea del Sud                                               | Mondiali 1986 - 1º Turno                                    | 2 Alessandro Altobelli autorete                                         | All:E. Bearzot Cap:G. Scirea                                |
| 17/06/1986                                                  | Città del Messico                                           | Francia                                                     | 2 – 0                                                       | Italia                                                      | Mondiali 1986 - Ottavi                                      | -                                                                       | All:E. Bearzot Cap:G. Scirea                                |
| 08/10/1986                                                  | Bologna                                                     | Italia                                                      | 2 – 0                                                       | Grecia                                                      | Amichevole                                                  | 2 Giuseppe Bergomi                                                      | All:A. Vicini Cap:A. Altobelli                              |
| 15/11/1986                                                  | Milano                                                      | Italia                                                      | 3 – 2                                                       | Svizzera                                                    | Qual. Euro 1988                                             | 2 Alessandro Altobelli Roberto Donadoni                                 | All:A. Vicini Cap:A. Cabrini                                |
| 06/12/1986                                                  | Ta' Qali                                                    | Malta                                                       | 0 – 2                                                       | Italia                                                      | Qual. Euro 1988                                             | Alessandro Altobelli Riccardo Ferri                                     | All:A. Vicini Cap:A. Altobelli                              |
| 24/01/1987                                                  | Bergamo                                                     | Italia                                                      | 5 – 0                                                       | Malta                                                       | Qual. Euro 1988                                             | 2 Alessandro Altobelli Salvatore Bagni Giuseppe Bergomi Gianluca Vialli | All:A. Vicini Cap:A. Cabrini                                |
| 14/02/1987                                                  | Oeiras                                                      | Portogallo                                                  | 0 – 1                                                       | Italia                                                      | Qual. Euro 1988                                             | Alessandro Altobelli                                                    | All:A. Vicini Cap:A. Cabrini                                |
| 18/04/1987                                                  | Colonia                                                     | Germania Ovest                                              | 0 – 0                                                       | Italia                                                      | Amichevole                                                  | -                                                                       | All:A. Vicini Cap:A. Altobelli                              |
| 28/05/1987                                                  | Oslo                                                        | Norvegia                                                    | 0 – 0                                                       | Italia                                                      | Amichevole                                                  | -                                                                       | All:A. Vicini Cap:A. Altobelli                              |
| 03/06/1987                                                  | Solna                                                       | Svezia                                                      | 1 – 0                                                       | Italia                                                      | Qual. Euro 1988                                             | -                                                                       | All:A. Vicini Cap:A. Altobelli                              |
| 10/06/1987                                                  | Zurigo                                                      | Italia                                                      | 3 – 1                                                       | Argentina                                                   | Amichevole                                                  | Fernando De Napoli Gianluca Vialli autorete                             | All:A. Vicini Cap:A. Altobelli                              |
| 23/09/1987                                                  | Pisa                                                        | Italia                                                      | 1 – 0                                                       | Jugoslavia                                                  | Amichevole                                                  | Alessandro Altobelli                                                    | All:A. Vicini Cap:A. Cabrini                                |
| 17/10/1987                                                  | Berna                                                       | Svizzera                                                    | 0 – 0                                                       | Italia                                                      | Qual. Euro 1988                                             | -                                                                       | All:A. Vicini Cap:A. Cabrini                                |
| 14/11/1987                                                  | Napoli                                                      | Italia                                                      | 2 – 1                                                       | Svezia                                                      | Qual. Euro 1988                                             | 2 Gianluca Vialli                                                       | All:A. Vicini Cap:A. Altobelli                              |
| 05/12/1987                                                  | Milano                                                      | Italia                                                      | 3 – 0                                                       | Portogallo                                                  | Qual. Euro 1988                                             | Luigi De Agostini Giuseppe Giannini Gianluca Vialli                     | All:A. Vicini Cap:A. Altobelli                              |
| 20/02/1988                                                  | Bari                                                        | Italia                                                      | 4 – 1                                                       | Unione Sovietica                                            | Amichevole                                                  | 2 Gianluca Vialli Franco Baresi Giuseppe Bergomi                        | All:A. Vicini Cap:G. Bergomi                                |
| 31/03/1988                                                  | Spalato                                                     | Jugoslavia                                                  | 1 – 1                                                       | Italia                                                      | Amichevole                                                  | Gianluca Vialli                                                         | All:A. Vicini Cap:G. Bergomi                                |
| 27/04/1988                                                  | Lussemburgo                                                 | Lussemburgo                                                 | 0 – 3                                                       | Italia                                                      | Amichevole                                                  | Giuseppe Bergomi Luigi De Agostini Riccardo Ferri                       | All:A. Vicini Cap:G. Bergomi                                |
| 04/06/1988                                                  | Brescia                                                     | Italia                                                      | 0 – 1                                                       | Galles                                                      | Amichevole                                                  | -                                                                       | All:A. Vicini Cap:G. Bergomi                                |
| 10/06/1988                                                  | Düsseldorf                                                  | Germania Ovest                                              | 1 – 1                                                       | Italia                                                      | Euro 1988 - 1º Turno                                        | Roberto Mancini                                                         | All:A. Vicini Cap:G. Bergomi                                |
| 14/06/1988                                                  | Francoforte                                                 | Italia                                                      | 1 – 0                                                       | Spagna                                                      | Euro 1988 - 1º Turno                                        | Gianluca Vialli                                                         | All:A. Vicini Cap:G. Bergomi                                |
| 17/06/1988                                                  | Colonia                                                     | Italia                                                      | 2 – 0                                                       | Danimarca                                                   | Euro 1988 - 1º Turno                                        | Alessandro Altobelli Luigi De Agostini                                  | All:A. Vicini Cap:G. Bergomi                                |
| 22/06/1988                                                  | Stoccarda                                                   | Unione Sovietica                                            | 2 – 0                                                       | Italia                                                      | Euro 1988 - Semif.                                          | -                                                                       | All:A. Vicini Cap:G. Bergomi                                |
| 19/10/1988                                                  | Pescara                                                     | Italia                                                      | 2 – 1                                                       | Norvegia                                                    | Amichevole                                                  | Riccardo Ferri Giuseppe Giannini                                        | All:A. Vicini Cap:G. Bergomi                                |
| 16/11/1988                                                  | Roma                                                        | Italia                                                      | 1 – 0                                                       | Paesi Bassi                                                 | Amichevole                                                  | Gianluca Vialli                                                         | All:A. Vicini Cap:G. Bergomi                                |
| 22/12/1988                                                  | Perugia                                                     | Italia                                                      | 2 – 0                                                       | Scozia                                                      | Amichevole                                                  | Nicola Berti Giuseppe Giannini                                          | All:A. Vicini Cap:G. Bergomi                                |
| 22/02/1989                                                  | Pisa                                                        | Italia                                                      | 1 – 0                                                       | Danimarca                                                   | Amichevole                                                  | Giuseppe Bergomi                                                        | All:A. Vicini Cap:G. Bergomi                                |
| 25/03/1989                                                  | Vienna                                                      | Austria                                                     | 0 – 1                                                       | Italia                                                      | Amichevole                                                  | Nicola Berti                                                            | All:A. Vicini Cap:G. Bergomi                                |
| 29/03/1989                                                  | Sibiu                                                       | Romania                                                     | 1 – 0                                                       | Italia                                                      | Amichevole                                                  | -                                                                       | All:A. Vicini Cap:G. Bergomi                                |
| 22/04/1989                                                  | Verona                                                      | Italia                                                      | 1 – 1                                                       | Uruguay                                                     | Amichevole                                                  | Roberto Baggio                                                          | All:A. Vicini Cap:G. Bergomi                                |
| 26/04/1989                                                  | Taranto                                                     | Italia                                                      | 4 – 0                                                       | Ungheria                                                    | Amichevole                                                  | Nicola Berti Andrea Carnevale Riccardo Ferri Gianluca Vialli            | All:A. Vicini Cap:G. Vialli                                 |
| 20/09/1989                                                  | Cesena                                                      | Italia                                                      | 4 – 0                                                       | Bulgaria                                                    | Amichevole                                                  | 2 Roberto Baggio Andrea Carnevale autorete                              | All:A. Vicini Cap:G. Bergomi                                |
| 14/10/1989                                                  | Bologna                                                     | Italia                                                      | 0 – 1                                                       | Brasile                                                     | Amichevole                                                  | -                                                                       | All:A. Vicini Cap:G. Bergomi                                |
| 11/11/1989                                                  | Vicenza                                                     | Italia                                                      | 1 – 0                                                       | Algeria                                                     | Amichevole                                                  | Aldo Serena                                                             | All:A. Vicini Cap:G. Bergomi                                |
| 15/11/1989                                                  | Londra                                                      | Inghilterra                                                 | 0 – 0                                                       | Italia                                                      | Amichevole                                                  | -                                                                       | All:A. Vicini Cap:G. Bergomi                                |
| 21/12/1989                                                  | Cagliari                                                    | Italia                                                      | 0 – 0                                                       | Argentina                                                   | Amichevole                                                  | -                                                                       | All:A. Vicini Cap:G. Bergomi                                |
| 21/02/1990                                                  | Rotterdam                                                   | Paesi Bassi                                                 | 0 – 0                                                       | Italia                                                      | Amichevole                                                  | -                                                                       | All:A. Vicini Cap:G. Bergomi                                |
| 31/03/1990                                                  | Basilea                                                     | Svizzera                                                    | 0 – 1                                                       | Italia                                                      | Amichevole                                                  | Luigi De Agostini                                                       | All:A. Vicini Cap:G. Bergomi                                |
| 09/06/1990                                                  | Roma                                                        | Italia                                                      | 1 – 0                                                       | Austria                                                     | Mondiali 1990 - 1º Turno                                    | Salvatore Schillaci                                                     | All:A. Vicini Cap:G. Bergomi                                |
| 14/06/1990                                                  | Roma                                                        | Italia                                                      | 1 – 0                                                       | Stati Uniti                                                 | Mondiali 1990 - 1º Turno                                    | Giuseppe Giannini                                                       | All:A. Vicini Cap:G. Bergomi                                |
| 19/06/1990                                                  | Roma                                                        | Italia                                                      | 2 – 0                                                       | Cecoslovacchia                                              | Mondiali 1990 - 1º Turno                                    | Roberto Baggio Salvatore Schillaci                                      | All:A. Vicini Cap:G. Bergomi                                |
| 25/06/1990                                                  | Roma                                                        | Italia                                                      | 2 – 0                                                       | Uruguay                                                     | Mondiali 1990 - Ottavi                                      | Salvatore Schillaci Aldo Serena                                         | All:A. Vicini Cap:G. Bergomi                                |
| 30/06/1990                                                  | Roma                                                        | Italia                                                      | 1 – 0                                                       | Irlanda                                                     | Mondiali 1990 - Quarti                                      | Salvatore Schillaci                                                     | All:A. Vicini Cap:G. Bergomi                                |
| 03/07/1990                                                  | Napoli                                                      | Argentina                                                   | 1 – 1 dts (4-3 dtr)                                         | Italia                                                      | Mondiali 1990 - Semif.                                      | Salvatore Schillaci                                                     | All:A. Vicini Cap:G. Bergomi                                |
| 07/07/1990                                                  | Bari                                                        | Italia                                                      | 2 – 1                                                       | Inghilterra                                                 | Mondiali 1990 - 3-4 Posto                                   | Roberto Baggio Salvatore Schillaci                                      | 3º Posto All:A. Vicini Cap:G. Bergomi                       |
| 26/09/1990                                                  | Palermo                                                     | Italia                                                      | 1 – 0                                                       | Paesi Bassi                                                 | Amichevole                                                  | Roberto Baggio                                                          | All:A. Vicini Cap:G. Bergomi                                |
| 17/10/1990                                                  | Budapest                                                    | Ungheria                                                    | 1 – 1                                                       | Italia                                                      | Qual. Euro 1992                                             | Roberto Baggio                                                          | All:A. Vicini Cap:G. Bergomi                                |
| 03/11/1990                                                  | Roma                                                        | Italia                                                      | 0 – 0                                                       | Unione Sovietica                                            | Qual. Euro 1992                                             | -                                                                       | All:A. Vicini Cap:F. Baresi                                 |
| 22/12/1990                                                  | Limassol                                                    | Cipro                                                       | 0 – 4                                                       | Italia                                                      | Qual. Euro 1992                                             | 2 Aldo Serena Attilio Lombardo Pietro Vierchowod                        | All:A. Vicini Cap:G. Bergomi                                |
| Totale                                                      |                                                             | Presenze                                                    | 99                                                          |                                                             | Reti                                                        | 130                                                                     |                                                             |

## Partite dal 1991 al 2000
| Cronologia completa degli incontri della nazionale ― Italia | Cronologia completa degli incontri della nazionale ― Italia | Cronologia completa degli incontri della nazionale ― Italia | Cronologia completa degli incontri della nazionale ― Italia | Cronologia completa degli incontri della nazionale ― Italia | Cronologia completa degli incontri della nazionale ― Italia | Cronologia completa degli incontri della nazionale ― Italia                    | Cronologia completa degli incontri della nazionale ― Italia |
| Data                                                        | Città                                                       | In casa                                                     | Risultato                                                   | Ospiti                                                      | Competizione                                                | Reti                                                                           | Note                                                        |
| ----------------------------------------------------------- | ----------------------------------------------------------- | ----------------------------------------------------------- | ----------------------------------------------------------- | ----------------------------------------------------------- | ----------------------------------------------------------- | ------------------------------------------------------------------------------ | ----------------------------------------------------------- |
| 13/02/1991                                                  | Terni                                                       | Italia                                                      | 0 – 0                                                       | Belgio                                                      | Amichevole                                                  | -                                                                              | All:A. Vicini Cap:F. Baresi                                 |
| 01/05/1991                                                  | Salerno                                                     | Italia                                                      | 3 – 1                                                       | Ungheria                                                    | Qual. Euro 1992                                             | 2 Roberto Donadoni Gianluca Vialli                                             | All:A. Vicini Cap:F. Baresi                                 |
| 05/06/1991                                                  | Oslo                                                        | Norvegia                                                    | 2 – 1                                                       | Italia                                                      | Qual. Euro 1992                                             | Salvatore Schillaci                                                            | All:A. Vicini Cap:F. Baresi                                 |
| 12/06/1991                                                  | Malmö                                                       | Italia                                                      | 2 – 0 dts                                                   | Danimarca                                                   | Torneo Scania 100                                           | Ruggiero Rizzitelli Gianluca Vialli                                            | All:A. Vicini Cap:G. Bergomi                                |
| 16/06/1991                                                  | Solna                                                       | Italia                                                      | 1 – 1 dts (3-2 dtr)                                         | Unione Sovietica                                            | Torneo Scania 100                                           | Giuseppe Giannini                                                              | All:A. Vicini Cap:F. Baresi                                 |
| 25/09/1991                                                  | Sofia                                                       | Bulgaria                                                    | 2 – 1                                                       | Italia                                                      | Amichevole                                                  | Giuseppe Giannini                                                              | All:A. Vicini Cap:F. Baresi                                 |
| 12/10/1991                                                  | Mosca                                                       | Unione Sovietica                                            | 0 – 0                                                       | Italia                                                      | Qual. Euro 1992                                             | -                                                                              | All:A. Vicini Cap:F. Baresi                                 |
| 13/11/1991                                                  | Genova                                                      | Italia                                                      | 1 – 1                                                       | Norvegia                                                    | Qual. Euro 1992                                             | Ruggiero Rizzitelli                                                            | All:A. Sacchi Cap:F. Baresi                                 |
| 21/12/1991                                                  | Foggia                                                      | Italia                                                      | 2 – 0                                                       | Cipro                                                       | Qual. Euro 1992                                             | Roberto Baggio Gianluca Vialli                                                 | All:A. Sacchi Cap:F. Baresi                                 |
| 19/02/1992                                                  | Cesena                                                      | San Marino                                                  | 0 – 4                                                       | Italia                                                      | Amichevole                                                  | 2 Roberto Baggio Pierluigi Casiraghi Roberto Donadoni                          | All:A. Sacchi Cap:F. Baresi                                 |
| 25/03/1992                                                  | Torino                                                      | Italia                                                      | 1 – 0                                                       | Germania                                                    | Amichevole                                                  | Roberto Baggio                                                                 | All:A. Sacchi Cap:F. Baresi                                 |
| 31/05/1992                                                  | New Haven                                                   | Italia                                                      | 0 – 0                                                       | Portogallo                                                  | U.S. Cup                                                    | -                                                                              | All:A. Sacchi Cap:F. Baresi                                 |
| 04/06/1992                                                  | Boston                                                      | Italia                                                      | 2 – 0                                                       | Irlanda                                                     | U.S. Cup                                                    | Alessandro Costacurta Giuseppe Signori                                         | All:A. Sacchi Cap:F. Baresi                                 |
| 06/06/1992                                                  | Chicago                                                     | Stati Uniti                                                 | 1 – 1                                                       | Italia                                                      | U.S. Cup                                                    | Roberto Baggio                                                                 | All:A. Sacchi Cap:F. Baresi                                 |
| 09/09/1992                                                  | Eindhoven                                                   | Paesi Bassi                                                 | 2 – 3                                                       | Italia                                                      | Amichevole                                                  | Roberto Baggio Stefano Eranio Gianluca Vialli                                  | All:A. Sacchi Cap:G. Vialli                                 |
| 14/10/1992                                                  | Cagliari                                                    | Italia                                                      | 2 – 2                                                       | Svizzera                                                    | Qual. Mondiali 1994                                         | Roberto Baggio Stefano Eranio                                                  | All:A. Sacchi Cap:G. Vialli                                 |
| 18/11/1992                                                  | Glasgow                                                     | Scozia                                                      | 0 – 0                                                       | Italia                                                      | Qual. Mondiali 1994                                         | -                                                                              | All:A. Sacchi Cap:F. Baresi                                 |
| 19/12/1992                                                  | Ta' Qali                                                    | Malta                                                       | 1 – 2                                                       | Italia                                                      | Qual. Mondiali 1994                                         | Giuseppe Signori Gianluca Vialli                                               | All:A. Sacchi Cap:F. Baresi                                 |
| 20/01/1993                                                  | Firenze                                                     | Italia                                                      | 2 – 0                                                       | Messico                                                     | Amichevole                                                  | Roberto Baggio Paolo Maldini                                                   | All:A. Sacchi Cap:P. Maldini                                |
| 24/02/1993                                                  | Porto                                                       | Portogallo                                                  | 1 – 3                                                       | Italia                                                      | Qual. Mondiali 1994                                         | Dino Baggio Roberto Baggio Pierluigi Casiraghi                                 | All:A. Sacchi Cap:P. Maldini                                |
| 24/03/1993                                                  | Palermo                                                     | Italia                                                      | 6 – 1                                                       | Malta                                                       | Qual. Mondiali 1994                                         | 2 Roberto Mancini Dino Baggio Paolo Maldini Giuseppe Signori Pietro Vierchowod | All:A. Sacchi Cap:F. Baresi                                 |
| 14/04/1993                                                  | Trieste                                                     | Italia                                                      | 2 – 0                                                       | Estonia                                                     | Qual. Mondiali 1994                                         | Roberto Baggio Giuseppe Signori                                                | All:A. Sacchi Cap:F. Baresi                                 |
| 01/05/1993                                                  | Berna                                                       | Svizzera                                                    | 1 – 0                                                       | Italia                                                      | Qual. Mondiali 1994                                         | -                                                                              | All:A. Sacchi Cap:F. Baresi                                 |
| 22/09/1993                                                  | Tallinn                                                     | Estonia                                                     | 0 – 3                                                       | Italia                                                      | Qual. Mondiali 1994                                         | 2 Roberto Baggio Roberto Mancini                                               | All:A. Sacchi Cap:F. Baresi                                 |
| 13/10/1993                                                  | Roma                                                        | Italia                                                      | 3 – 1                                                       | Scozia                                                      | Qual. Mondiali 1994                                         | Pierluigi Casiraghi Roberto Donadoni Stefano Eranio                            | All:A. Sacchi Cap:F. Baresi                                 |
| 17/11/1993                                                  | Milano                                                      | Italia                                                      | 1 – 0                                                       | Portogallo                                                  | Qual. Mondiali 1994                                         | Dino Baggio                                                                    | All:A. Sacchi Cap:F. Baresi                                 |
| 16/02/1994                                                  | Napoli                                                      | Italia                                                      | 0 – 1                                                       | Francia                                                     | Amichevole                                                  | -                                                                              | All:A. Sacchi Cap:F. Baresi                                 |
| 23/03/1994                                                  | Stoccarda                                                   | Germania                                                    | 2 – 1                                                       | Italia                                                      | Amichevole                                                  | Dino Baggio                                                                    | All:A. Sacchi Cap:F. Baresi                                 |
| 27/05/1994                                                  | Parma                                                       | Italia                                                      | 2 – 0                                                       | Finlandia                                                   | Amichevole                                                  | Pierluigi Casiraghi Giuseppe Signori                                           | All:A. Sacchi Cap:F. Baresi                                 |
| 03/06/1994                                                  | Roma                                                        | Italia                                                      | 1 – 0                                                       | Svizzera                                                    | Amichevole                                                  | Giuseppe Signori                                                               | All:A. Sacchi Cap:F. Baresi                                 |
| 11/06/1994                                                  | New Haven                                                   | Italia                                                      | 1 – 0                                                       | Costa Rica                                                  | Amichevole                                                  | Giuseppe Signori                                                               | All:A. Sacchi Cap:F. Baresi                                 |
| 18/06/1994                                                  | East Rutherford                                             | Italia                                                      | 0 – 1                                                       | Irlanda                                                     | Mondiali 1994 - 1º Turno                                    | -                                                                              | All:A. Sacchi Cap:F. Baresi                                 |
| 23/06/1994                                                  | East Rutherford                                             | Italia                                                      | 1 – 0                                                       | Norvegia                                                    | Mondiali 1994 - 1º Turno                                    | Dino Baggio                                                                    | All:A. Sacchi Cap:F. Baresi                                 |
| 28/06/1994                                                  | Washington                                                  | Italia                                                      | 1 – 1                                                       | Messico                                                     | Mondiali 1994 - 1º Turno                                    | Daniele Massaro                                                                | All:A. Sacchi Cap:P. Maldini                                |
| 05/07/1994                                                  | Boston                                                      | Nigeria                                                     | 1 – 2 dts                                                   | Italia                                                      | Mondiali 1994 - Ottavi                                      | 2 Roberto Baggio                                                               | All:A. Sacchi Cap:P. Maldini                                |
| 09/07/1994                                                  | Boston                                                      | Italia                                                      | 2 – 1                                                       | Spagna                                                      | Mondiali 1994 - Quarti                                      | Dino Baggio Roberto Baggio                                                     | All:A. Sacchi Cap:P. Maldini                                |
| 13/07/1994                                                  | East Rutherford                                             | Italia                                                      | 2 – 1                                                       | Bulgaria                                                    | Mondiali 1994 - Semif.                                      | 2 Roberto Baggio                                                               | All:A. Sacchi Cap:P. Maldini                                |
| 17/07/1994                                                  | Pasadena                                                    | Brasile                                                     | 0 – 0 dts (3-2 dtr)                                         | Italia                                                      | Mondiali 1994 - Finale                                      | -                                                                              | 2º Posto All:A. Sacchi Cap:F. Baresi                        |
| 07/09/1994                                                  | Maribor                                                     | Slovenia                                                    | 1 – 1                                                       | Italia                                                      | Qual. Euro 1996                                             | Alessandro Costacurta                                                          | All:A. Sacchi Cap:F. Baresi                                 |
| 08/10/1994                                                  | Tallinn                                                     | Estonia                                                     | 0 – 2                                                       | Italia                                                      | Qual. Euro 1996                                             | Pierluigi Casiraghi Christian Panucci                                          | All:A. Sacchi Cap:P. Maldini                                |
| 16/11/1994                                                  | Palermo                                                     | Italia                                                      | 1 – 2                                                       | Croazia                                                     | Qual. Euro 1996                                             | Dino Baggio                                                                    | All:A. Sacchi Cap:P. Maldini                                |
| 21/12/1994                                                  | Pescara                                                     | Italia                                                      | 3 – 1                                                       | Turchia                                                     | Amichevole                                                  | Luigi Apolloni Massimo Crippa Attilio Lombardo                                 | All:A. Sacchi Cap:G. Pagliuca                               |
| 25/03/1995                                                  | Salerno                                                     | Italia                                                      | 4 – 1                                                       | Estonia                                                     | Qual. Euro 1996                                             | 2 Gianfranco Zola Demetrio Albertini Fabrizio Ravanelli                        | All:A. Sacchi Cap:P. Maldini                                |
| 29/03/1995                                                  | Kiev                                                        | Ucraina                                                     | 0 – 2                                                       | Italia                                                      | Qual. Euro 1996                                             | Attilio Lombardo Gianfranco Zola                                               | All:A. Sacchi Cap:P. Maldini                                |
| 26/04/1995                                                  | Vilnius                                                     | Lituania                                                    | 0 – 1                                                       | Italia                                                      | Qual. Euro 1996                                             | Gianfranco Zola                                                                | All:A. Sacchi Cap:P. Maldini                                |
| 19/06/1995                                                  | Losanna                                                     | Svizzera                                                    | 0 – 1                                                       | Italia                                                      | Centenario Fed.Svizzera                                     | Pierluigi Casiraghi                                                            | All:A. Sacchi Cap:G. Pagliuca                               |
| 21/06/1995                                                  | Zurigo                                                      | Italia                                                      | 0 – 2                                                       | Germania                                                    | Centenario Fed.Svizzera                                     | -                                                                              | All:A. Sacchi Cap:P. Maldini                                |
| 06/09/1995                                                  | Udine                                                       | Italia                                                      | 1 – 0                                                       | Slovenia                                                    | Qual. Euro 1996                                             | Fabrizio Ravanelli                                                             | All:A. Sacchi Cap:A. Costacurta                             |
| 08/10/1995                                                  | Spalato                                                     | Croazia                                                     | 1 – 1                                                       | Italia                                                      | Qual. Euro 1996                                             | Demetrio Albertini                                                             | All:A. Sacchi Cap:P. Maldini                                |
| 11/11/1995                                                  | Bari                                                        | Italia                                                      | 3 – 1                                                       | Ucraina                                                     | Qual. Euro 1996                                             | 2 Fabrizio Ravanelli Paolo Maldini                                             | All:A. Sacchi Cap:P. Maldini                                |
| 15/11/1995                                                  | Reggio Emilia                                               | Italia                                                      | 4 – 0                                                       | Lituania                                                    | Qual. Euro 1996                                             | 3 Gianfranco Zola Alessandro Del Piero                                         | All:A. Sacchi Cap:P. Maldini                                |
| 24/01/1996                                                  | Terni                                                       | Italia                                                      | 3 – 0                                                       | Galles                                                      | Amichevole                                                  | Pierluigi Casiraghi Alessandro Del Piero Fabrizio Ravanelli                    | All:A. Sacchi Cap:A. Costacurta                             |
| 29/05/1996                                                  | Cremona                                                     | Italia                                                      | 2 – 2                                                       | Belgio                                                      | Amichevole                                                  | Enrico Chiesa Alessandro Del Piero                                             | All:A. Sacchi Cap:D. Albertini                              |
| 01/06/1996                                                  | Budapest                                                    | Ungheria                                                    | 0 – 2                                                       | Italia                                                      | Amichevole                                                  | Pierluigi Casiraghi autorete                                                   | All:A. Sacchi Cap:P. Maldini                                |
| 11/06/1996                                                  | Liverpool                                                   | Italia                                                      | 2 – 1                                                       | Russia                                                      | Euro 1996 - 1º Turno                                        | 2 Pierluigi Casiraghi                                                          | All:A. Sacchi Cap:P. Maldini                                |
| 14/06/1996                                                  | Liverpool                                                   | Rep. Ceca                                                   | 2 – 1                                                       | Italia                                                      | Euro 1996 - 1º Turno                                        | Enrico Chiesa                                                                  | All:A. Sacchi Cap:P. Maldini                                |
| 19/06/1996                                                  | Manchester                                                  | Italia                                                      | 0 – 0                                                       | Germania                                                    | Euro 1996 - 1º Turno                                        | -                                                                              | All:A. Sacchi Cap:P. Maldini                                |
| 05/10/1996                                                  | Chișinău                                                    | Moldavia                                                    | 1 – 3                                                       | Italia                                                      | Qual. Mondiali 1998                                         | 2 Fabrizio Ravanelli Pierluigi Casiraghi                                       | All:A. Sacchi Cap:P. Maldini                                |
| 09/10/1996                                                  | Perugia                                                     | Italia                                                      | 1 – 0                                                       | Georgia                                                     | Qual. Mondiali 1998                                         | Fabrizio Ravanelli                                                             | All:A. Sacchi Cap:P. Maldini                                |
| 06/11/1996                                                  | Sarajevo                                                    | Bosnia ed Erzegovina                                        | 2 – 1                                                       | Italia                                                      | Amichevole                                                  | Enrico Chiesa                                                                  | All:A. Sacchi Cap:P. Maldini                                |
| 22/01/1997                                                  | Palermo                                                     | Italia                                                      | 2 – 0                                                       | Irlanda del Nord                                            | Amichevole                                                  | Alessandro Del Piero Gianfranco Zola                                           | All:C. Maldini Cap:P. Maldini                               |
| 12/02/1997                                                  | Londra                                                      | Inghilterra                                                 | 0 – 1                                                       | Italia                                                      | Qual. Mondiali 1998                                         | Gianfranco Zola                                                                | All:C. Maldini Cap:P. Maldini                               |
| 29/03/1997                                                  | Trieste                                                     | Italia                                                      | 3 – 0                                                       | Moldavia                                                    | Qual. Mondiali 1998                                         | Paolo Maldini Christian Vieri Gianfranco Zola                                  | All:C. Maldini Cap:P. Maldini                               |
| 02/04/1997                                                  | Chorzów                                                     | Polonia                                                     | 0 – 0                                                       | Italia                                                      | Qual. Mondiali 1998                                         | -                                                                              | All:C. Maldini Cap:P. Maldini                               |
| 30/04/1997                                                  | Napoli                                                      | Italia                                                      | 3 – 0                                                       | Polonia                                                     | Qual. Mondiali 1998                                         | Roberto Baggio Roberto Di Matteo Paolo Maldini                                 | All:C. Maldini Cap:P. Maldini                               |
| 04/06/1997                                                  | Nantes                                                      | Italia                                                      | 0 – 2                                                       | Inghilterra                                                 | Torneo di Francia                                           | -                                                                              | All:C. Maldini Cap:A. Costacurta                            |
| 08/06/1997                                                  | Lione                                                       | Italia                                                      | 3 – 3                                                       | Brasile                                                     | Torneo di Francia                                           | 2 Alessandro Del Piero Demetrio Albertini                                      | All:C. Maldini Cap:P. Maldini                               |
| 11/06/1997                                                  | Parigi                                                      | Italia                                                      | 2 – 2                                                       | Francia                                                     | Torneo di Francia                                           | Pierluigi Casiraghi Alessandro Del Piero                                       | All:C. Maldini Cap:P. Maldini                               |
| 10/09/1997                                                  | Tbilisi                                                     | Georgia                                                     | 0 – 0                                                       | Italia                                                      | Qual. Mondiali 1998                                         | -                                                                              | All:C. Maldini Cap:P. Maldini                               |
| 11/10/1997                                                  | Roma                                                        | Italia                                                      | 0 – 0                                                       | Inghilterra                                                 | Qual. Mondiali 1998                                         | -                                                                              | All:C. Maldini Cap:P. Maldini                               |
| 29/10/1997                                                  | Mosca                                                       | Russia                                                      | 1 – 1                                                       | Italia                                                      | Qual. Mondiali 1998                                         | Christian Vieri                                                                | All:C. Maldini Cap:P. Maldini                               |
| 15/11/1997                                                  | Napoli                                                      | Italia                                                      | 1 – 0                                                       | Russia                                                      | Qual. Mondiali 1998                                         | Pierluigi Casiraghi                                                            | All:C. Maldini Cap:P. Maldini                               |
| 28/01/1998                                                  | Catania                                                     | Italia                                                      | 3 – 0                                                       | Slovacchia                                                  | Amichevole                                                  | Alessandro Del Piero Roberto Di Matteo autorete                                | All:C. Maldini Cap:P. Maldini                               |
| 22/04/1998                                                  | Parma                                                       | Italia                                                      | 3 – 1                                                       | Paraguay                                                    | Amichevole                                                  | 2 Francesco Moriero Paolo Maldini                                              | All:C. Maldini Cap:P. Maldini                               |
| 02/06/1998                                                  | Göteborg                                                    | Svezia                                                      | 1 – 0                                                       | Italia                                                      | Amichevole                                                  | -                                                                              | All:C. Maldini Cap:P. Maldini                               |
| 11/06/1998                                                  | Bordeaux                                                    | Italia                                                      | 2 – 2                                                       | Cile                                                        | Mondiali 1998 - 1º Turno                                    | Roberto Baggio Christian Vieri                                                 | All:C. Maldini Cap:P. Maldini                               |
| 17/06/1998                                                  | Montpellier                                                 | Italia                                                      | 3 – 0                                                       | Camerun                                                     | Mondiali 1998 - 1º Turno                                    | 2 Christian Vieri Luigi Di Biagio                                              | All:C. Maldini Cap:P. Maldini                               |
| 23/06/1998                                                  | Saint-Denis                                                 | Italia                                                      | 2 – 1                                                       | Austria                                                     | Mondiali 1998 - 1º Turno                                    | Roberto Baggio Christian Vieri                                                 | All:C. Maldini Cap:P. Maldini                               |
| 27/06/1998                                                  | Marsiglia                                                   | Italia                                                      | 1 – 0                                                       | Norvegia                                                    | Mondiali 1998 - Ottavi                                      | Christian Vieri                                                                | All:C. Maldini Cap:P. Maldini                               |
| 03/07/1998                                                  | Saint-Denis                                                 | Italia                                                      | 0 – 0 dts (3-4 dtr)                                         | Francia                                                     | Mondiali 1998 - Quarti                                      | -                                                                              | All:C. Maldini Cap:P. Maldini                               |
| 05/09/1998                                                  | Liverpool                                                   | Galles                                                      | 0 – 2                                                       | Italia                                                      | Qual. Euro 2000                                             | Diego Fuser Christian Vieri                                                    | All:D. Zoff Cap:D. Albertini                                |
| 10/10/1998                                                  | Udine                                                       | Italia                                                      | 2 – 0                                                       | Svizzera                                                    | Qual. Euro 2000                                             | 2 Alessandro Del Piero                                                         | All:D. Zoff Cap:P. Maldini                                  |
| 18/11/1998                                                  | Salerno                                                     | Italia                                                      | 2 – 2                                                       | Spagna                                                      | Amichevole                                                  | 2 Filippo Inzaghi                                                              | All:D. Zoff Cap:P. Maldini                                  |
| 16/12/1998                                                  | Roma                                                        | Italia                                                      | 6 – 2                                                       | Resto del Mondo                                             | Amichevole                                                  | Filippo Inzaghi Eusebio Di Francesco Diego Fuser 3 Enrico Chiesa               | All:D. Zoff Cap:P. Maldini                                  |
| 10/02/1999                                                  | Pisa                                                        | Italia                                                      | 0 – 0                                                       | Norvegia                                                    | Amichevole                                                  | -                                                                              | All:D. Zoff Cap:P. Maldini                                  |
| 27/03/1999                                                  | Copenaghen                                                  | Danimarca                                                   | 1 – 2                                                       | Italia                                                      | Qual. Euro 2000                                             | Antonio Conte Filippo Inzaghi                                                  | All:D. Zoff Cap:P. Maldini                                  |
| 31/03/1999                                                  | Ancona                                                      | Italia                                                      | 1 – 1                                                       | Bielorussia                                                 | Qual. Euro 2000                                             | Filippo Inzaghi                                                                | All:D. Zoff Cap:P. Maldini                                  |
| 28/04/1999                                                  | Zagabria                                                    | Croazia                                                     | 0 – 0                                                       | Italia                                                      | Amichevole                                                  | -                                                                              | All:D. Zoff Cap:P. Maldini                                  |
| 05/06/1999                                                  | Bologna                                                     | Italia                                                      | 4 – 0                                                       | Galles                                                      | Qual. Euro 2000                                             | Enrico Chiesa Filippo Inzaghi Paolo Maldini Christian Vieri                    | All:D. Zoff Cap:P. Maldini                                  |
| 09/06/1999                                                  | Losanna                                                     | Svizzera                                                    | 0 – 0                                                       | Italia                                                      | Qual. Euro 2000                                             | -                                                                              | All:D. Zoff Cap:P. Maldini                                  |
| 08/09/1999                                                  | Napoli                                                      | Italia                                                      | 2 – 3                                                       | Danimarca                                                   | Qual. Euro 2000                                             | Diego Fuser Christian Vieri                                                    | All:D. Zoff Cap:D. Albertini                                |
| 09/10/1999                                                  | Minsk                                                       | Bielorussia                                                 | 0 – 0                                                       | Italia                                                      | Qual. Euro 2000                                             | -                                                                              | All:D. Zoff Cap:P. Maldini                                  |
| 13/11/1999                                                  | Lecce                                                       | Italia                                                      | 1 – 3                                                       | Belgio                                                      | Amichevole                                                  | Paolo Vanoli                                                                   | All:D. Zoff Cap:D. Albertini                                |
| 23/02/2000                                                  | Palermo                                                     | Italia                                                      | 1 – 0                                                       | Svezia                                                      | Amichevole                                                  | Alessandro Del Piero                                                           | All:D. Zoff Cap:C. Ferrara                                  |
| 29/03/2000                                                  | Barcellona                                                  | Spagna                                                      | 2 – 0                                                       | Italia                                                      | Amichevole                                                  | -                                                                              | All:D. Zoff Cap:P. Maldini                                  |
| 26/04/2000                                                  | Reggio Calabria                                             | Italia                                                      | 2 – 0                                                       | Portogallo                                                  | Amichevole                                                  | Mark Iuliano Francesco Totti                                                   | All:D. Zoff Cap:D. Albertini                                |
| 03/06/2000                                                  | Oslo                                                        | Norvegia                                                    | 1 – 0                                                       | Italia                                                      | Amichevole                                                  | -                                                                              | All:D. Zoff Cap:P. Maldini                                  |
| 11/06/2000                                                  | Arnhem                                                      | Italia                                                      | 2 – 1                                                       | Turchia                                                     | Euro 2000 - 1º Turno                                        | Antonio Conte Filippo Inzaghi                                                  | All:D. Zoff Cap:P. Maldini                                  |
| 14/06/2000                                                  | Bruxelles                                                   | Belgio                                                      | 0 – 2                                                       | Italia                                                      | Euro 2000 - 1º Turno                                        | Stefano Fiore Francesco Totti                                                  | All:D. Zoff Cap:P. Maldini                                  |
| 19/06/2000                                                  | Eindhoven                                                   | Italia                                                      | 2 – 1                                                       | Svezia                                                      | Euro 2000 - 1º Turno                                        | Alessandro Del Piero Luigi Di Biagio                                           | All:D. Zoff Cap:P. Maldini                                  |
| 24/06/2000                                                  | Bruxelles                                                   | Italia                                                      | 2 – 0                                                       | Romania                                                     | Euro 2000 - Quarti                                          | Filippo Inzaghi Francesco Totti                                                | All:D. Zoff Cap:P. Maldini                                  |
| 29/06/2000                                                  | Amsterdam                                                   | Italia                                                      | 0 – 0 dts (3-1 dtr)                                         | Paesi Bassi                                                 | Euro 2000 - Semif.                                          | -                                                                              | All:D. Zoff Cap:P. Maldini                                  |
| 02/07/2000                                                  | Rotterdam                                                   | Francia                                                     | 2 – 1 gg                                                    | Italia                                                      | Euro 2000 - Finale                                          | Marco Delvecchio                                                               | 2º Posto All:D. Zoff Cap:P. Maldini                         |
| 03/09/2000                                                  | Budapest                                                    | Ungheria                                                    | 2 – 2                                                       | Italia                                                      | Qual. Mondiali 2002                                         | 2 Filippo Inzaghi                                                              | All:G. Trapattoni Cap:P. Maldini                            |
| 07/10/2000                                                  | Milano                                                      | Italia                                                      | 3 – 0                                                       | Romania                                                     | Qual. Mondiali 2002                                         | Marco Delvecchio Filippo Inzaghi Francesco Totti                               | All:G. Trapattoni Cap:P. Maldini                            |
| 11/10/2000                                                  | Ancona                                                      | Italia                                                      | 2 – 0                                                       | Georgia                                                     | Qual. Mondiali 2002                                         | 2 Alessandro Del Piero                                                         | All:G. Trapattoni Cap:D. Albertini                          |
| 15/11/2000                                                  | Torino                                                      | Italia                                                      | 1 – 0                                                       | Inghilterra                                                 | Amichevole                                                  | Gennaro Gattuso                                                                | All:G. Trapattoni Cap:P. Maldini                            |
| Totale                                                      |                                                             | Presenze                                                    | 107                                                         |                                                             | Reti                                                        | 170                                                                            |                                                             |